# Akustyka muzyczna
Akustyka muzyczna – dział akustyki, którego przedmiotem są muzyczne systemy dźwiękowe, skale muzyczne oraz percepcja muzyki.
Akustyka muzyczna bada wytwarzanie dźwięku w instrumentach muzycznych i podczas śpiewu, jego rozprzestrzenianie się oraz zapis na nośnikach dźwięku, problemy percepcji dźwięków, zagadnienia skal muzycznych.